# Schwere Jungs – leichte Mädchen
Schwere Jungs – leichte Mädchen (Originaltitel: Guys and Dolls) ist ein US-amerikanischer Spielfilm des Regisseurs Joseph L. Mankiewicz aus dem Jahr 1955. Es basiert auf dem Broadway-Musical Guys and Dolls mit der Musik von Frank Loesser.

## Handlung
Der Kleinkriminelle Nathan Detroit wird von allen Seiten unter Druck gesetzt. Er soll ein unlizenziertes Würfelspiel organisieren, doch hat Lieutenant Brannigan von der Polizei ein Auge auf ihn. Alle bisherigen Plätze, an denen Nathan tätig war, sind der Polizei bekannt. Wenn Nathan 1000 Dollar bar im Voraus bezahlt, darf er sein Spiel in der Biltmore-Werkstatt abhalten. Nathans Verlobte, die Nachtclubsängerin Miss Adelaide, hat keine Lust mehr, ihre mittlerweile 14-jährige Karriere fortzusetzen. Außerdem will sie, dass Nathan mit ehrlicher Arbeit seinen Lebensunterhalt verdient. Aber das Glücksspiel ist alles, was Nathan wirklich kann. Ein alter Bekannter Nathans, Sky Masterson, geht mit ihm eine 1000-Dollar-Wette ein. Nathan wettet, dass Sky es nicht schaffen wird, die bei der Heilsarmee tätige Sarah Brown zu einem Abendessen nach Havanna auf Kuba bewegen zu können.
Sarah hat selbst Probleme. Sie hat es bisher nicht geschafft, einen Spieler oder einen Betrunkenen zu missionieren. Um an Sarah heranzukommen, gibt Sky vor, ein Spieler zu sein, der aufhören will. Sarah kennt Skys Ruf und ist skeptisch. Sky schlägt ihr ein Abendessen in Havanna vor, wenn er der Mission eine Spende macht, sodass sie nicht geschlossen wird. Sarah willigt schließlich ein. In der Zwischenzeit hat Nathan, von seinem Wettsieg überzeugt, Spieler zusammengeholt, unter ihnen auch den Gangster Big Jule. Als er an der Mission vorbeikommt, spielt gerade die Kapelle. Nathan kann Sarah unter ihnen nicht sehen und ihm wird klar, dass er seine Wette verloren hat. Er hat kein Geld, keinen Platz für das Spiel und soll Miss Adelaide heiraten. Er liebt sie zwar, aber er kann ihre Ansichten über seinen Lebenswandel nicht teilen.
Sky schafft es, Sarahs Vorbehalte ihm gegenüber zu zerstreuen. Sie beginnen, sich ineinander zu verlieben. Sky gesteht Sarah die Umstände des Abendessens, aber sie vergibt ihm, ist sie doch sicher, dass er es aufrichtig meint. Zurück am Broadway gehen sie zum Missionshaus. Die Kapelle spielt die ganze Nacht auf den Straßen. Plötzlich heulen Polizeisirenen auf. Aus der Mission stürzen die Spieler um Nathan heraus, um zu flüchten. Nathan hat die Gelegenheit genutzt und die leere Mission als Spielort gewählt. Die Polizei kommt zu spät. Lieutenant Brannigan glaubt nicht an eine zufällige Abwesenheit von Sarah in der Kapelle. So erhärtet sich bei ihm der Verdacht, es sei alles Skys Plan gewesen. Auch Sarah glaubt jetzt an ein abgekartetes Spiel, auch wenn Sky alles abstreitet.
Sky will sein Versprechen, die Mission finanziell zu stützen, einhalten. Er wird zudem von Sarahs Mentor, ihrem Onkel Arvide Abernathy, unter Druck gesetzt. Da er glaubt, nichts zu verlieren zu haben, erzählt Sky Nathan, dass er seine Wette nicht gewonnen habe und überreicht ihm die 1000 Dollar. Nathan hat das Spiel indes fortsetzen können. Big Jule hat ihn mit einem Revolver gezwungen, einen Ort zum Spielen zu suchen, damit er seine bisherigen Verluste ausgleichen kann. Sky macht eine besondere Wette: Wenn er verliert, zahlt er an alle Spieler jeweils 1000 Dollar; sollte er gewinnen, müssen die Spieler an einem Treffen in der Mission teilnehmen.
Die Mission soll gerade geschlossen werden, als alle Spieler in den Versammlungsraum kommen. Widerwillig bereuen sie ihre Sünden und zeigen zumindest einen Hauch von Einsicht. Als Nathan Sarah erzählt, dass Sky vorgegeben hat, die Kuba-Wette verloren zu haben, beeilt sie sich, an Skys Seite zu sein. Am Ende gibt es eine Doppelhochzeit: Sky heiratet Sarah und Nathan heiratet Adelaide.

## Hintergrund
Das dem Film zu Grunde liegende Musical wurde bis November 1953 1200 Mal aufgeführt und mit dem Tony Award als bestes Musical ausgezeichnet. Vivian Blaine, Stubby Kaye und B. S. Pully spielen im Film ihre Bühnenrollen.
Marlon Brando und Jean Simmons hatten zuvor bereits den Historienfilm Désirée (1954) gemeinsam gedreht. Mit Regisseur Joseph L. Mankiewicz hatte Brando zudem für das Historiendrama Julius Caesar (1953) erfolgreich zusammengearbeitet. Die Dreharbeiten von Schwere Jungs – leichte Mädchen wurden jedoch von Streitigkeiten zwischen Brando und Frank Sinatra begleitet. Letzterer hätte selbst gern die Hauptrolle gespielt.

## Kritiken
„Mitunter recht grelles Musical“, befand Prisma. Der Film könne jedoch eine „[g]ute Choreografie und Besetzung“ aufbieten, „auch wenn Brando als Sänger nicht unbedingt überzeugt“. Ein weiterer Pluspunkt sei eine „nahezu geniale Studioausstattung“. Der film-dienst bezeichnete den Film als ein „[s]chwungvoll und pointiert inszeniertes Musical in attraktiver Besetzung mit gelungenem Witz, perfekter Choreografie und zündenden Liedern“.

## Auszeichnungen

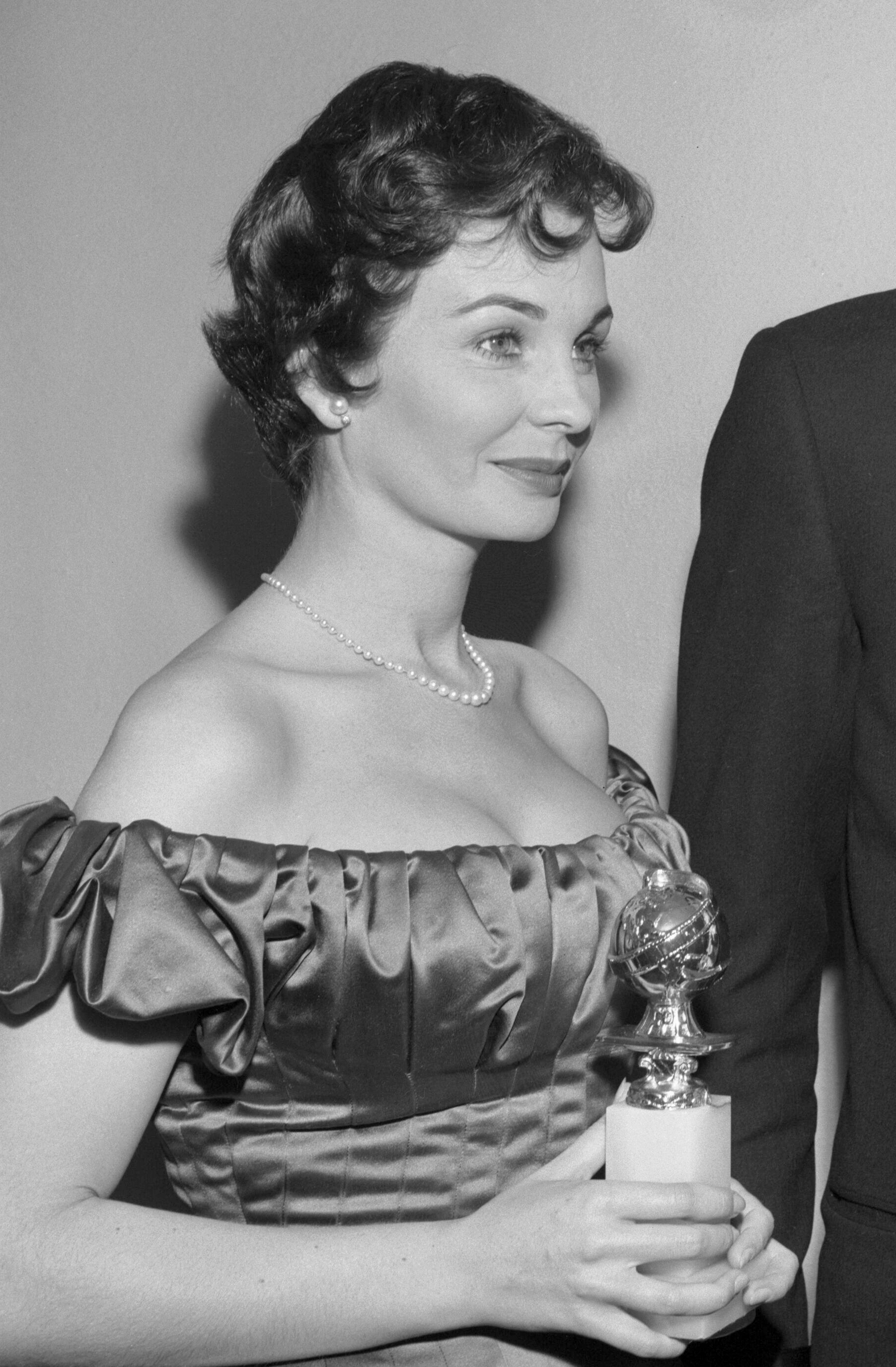
Jean Simmons mit dem Golden Globe (1956)

Bei der Oscarverleihung 1956 war Schwere Jungs – leichte Mädchen in den Kategorien Beste Szenenbild (Farbe) (Oliver Smith, Joseph C. Wright, Howard Bristol), Bestes Kostümdesign (Farbe) (Irene Sharaff), Beste Kamera (Farbe) (Harry Stradling) und Beste Filmmusik (Jay Blackton, Cyril J. Mockridge) für den Oscar nominiert. Ausgezeichnet wurde der Film im selben Jahr mit zwei Golden Globes in den Kategorien Bester Film – Komödie oder Musical und Beste Hauptdarstellerin – Komödie oder Musical (Jean Simmons).
Das American Film Institute wählte den Film im Jahr 2006 auf Platz 23 in der Liste der besten Filmmusicals.

## Synchronisation
Für die deutsche Synchronfassung wurden einige Rollennamen geändert. So wurde Stubby Kayes Rolle des Nicely-Nicely Johnson zum „Johnny Mittelprächtig“, B. S. Pullys Big Jule nannte man „Bullen-Otto“, Johnny Silvers Benny Southstreet änderte man in „Mücken-Benny“ um und Sheldon Leonards Harry the Horse erhielt „Masken-Harry“ als deutsches Äquivalent.
| Rolle                 | Darsteller      | Synchronsprecher    |
| --------------------- | --------------- | ------------------- |
| Sky Masterson         | Marlon Brando   | Hans Dieter Zeidler |
| Nathan Detroit        | Frank Sinatra   | Wolfgang Kieling    |
| Miss Adelaide         | Vivian Blaine   | Gertrud Spalke      |
| Lt. Brannigan         | Robert Keith    | Gerhard Frickhöffer |
| Nicely-Nicely Johnson | Stubby Kaye     | Clemens Hasse       |
| Big Jule              | B. S. Pully     | Walther Suessenguth |
| Benny Southstreet     | Johnny Silver   | Wolfgang Müller     |
| Harry the Horse       | Sheldon Leonard | Günter Pfitzmann    |
| Arvide Abernathy      | Regis Toomey    | Eduard Wandrey      |
| General Cartwright    | Kathryn Givney  | Tina Eilers         |